# Mkiwa
Mkiwa ist ein Verwaltungsbezirk (englisch Ward) des Distrikts Ikungi in der tansanischen Region Singida.

## Geografie
Mkiwa ist ein Bezirk im nördlichen Zentralteil von Tansania etwa 80 Kilometer Luftlinie südlich der Regionshauptstadt Singida. Bei der Volkszählung 2022 lebten 8749 Menschen in 1693 Haushalten auf einer Fläche von 445 Quadratkilometern.
Der Bezirk grenzt im Osten und im Südosten an den Distrikt Manyoni, im Süden und im Südwesten an den Distrikt Itigi und sonst an zwei Bezirke des Distrikts Ikungi:
|            | Issuna                                      |        |
| Iglansoni  | Kompassrose, die auf Nachbargemeinden zeigt | Makuru |
| Sanjaranda | Aghondi                                     | Mkwese |

## Gliederung
Der Bezirk besteht aus zwei Gemeinden (swahili Mtaa) mit 13 Orten (Kitongoji):
| Mkiwa - Unyambwa - Ndindii - Misoghoo - Damaida - Imiga - Heruheru - Lindini - Zanzibar | Choda - Choda A - Nkongwo - Choda B - Migombani - Mabatini |

## Wirtschaft und Infrastruktur
- Landwirtschaft: Die Böden eignen sich gut als Weideflächen in der Trockenzeit. Im Bezirk werden 16.000 Rinder, 6000 Ziegen, 2000 Schafe und 21.000 Hühner gehalten (Stand 2016).[8]
- Bildung: Die Mkiwa Secondary School ist eine staatliche weiterführende Tagesschule, die eine Ausbildung bis zur 4. Stufe anbietet.[9]
- Gesundheit: In der Gemeinde Choda liegt eine staatliche Apotheke,[10] die Apotheke in Mkiwa wird von der römisch-katholischen Kirche geführt.[11]
- Verkehr: Durch den Bezirk verläuft die asphaltierte Nationalstraße T3, die von Singida nach Manyoni führt. In Mkiwa zweigt davon die Naturstraße T22 nach Itigi und weiter nach Rungwa ab.[12]

## Sonstiges
Im Jahr 2024 wurde Militär eingesetzt, um Elefanten zu vertreiben, die Häuser in Mkiwa zerstörten.